# Super Heroine Chronicle
Super Heroine Chronicle (超ヒロイン戦記?, Sūpā Heroin Kuronikuru) è un RPG di simulazione crossover sviluppato da Banpresto per PlayStation 3 e PlayStation Vita. Nel gioco sono presenti eroine da varie serie anime in uno stile simile alla serie Super Robot Taisen. Il gioco è stato pubblicato da Namco Bandai Games e pubblicato il 6 febbraio 2014 in Giappone.